# 上海海关税务司住宅
上海海关税务司住宅是位於中華人民共和國上海市長寧區江苏路162弄3号的一個住宅，也是上海市第四批优秀历史建筑，為2层砖木结构，建筑面积约740平方米。
該建築约建于1900年（一说约建於1930年）。上海戰役前此处为在上海的中华民国海关总税务司署任職的英国官员住宅，也是中华民国海关总税务司署的官邸之一。